# 木柵里 (臺北市)
木柵里為台灣台北市文山區轄下一里。

## 沿革
同治年間，當地受淡水廳木柵庄管轄。至光緒年間劃歸拳山堡內湖庄管轄。1920年時木柵為小字，受臺北州文山郡深坑庄內湖大字管轄。
中華民國接管台灣後，當地為台北縣深坑鄉木柵村。1968年，當地成為木柵里，受台北市木柵區管轄。1990年3月12日，調整行政區域範圍整，木柵里面積擴大。2003年，木柵里一部分劃出至新增的忠順里中。